# 異核分子

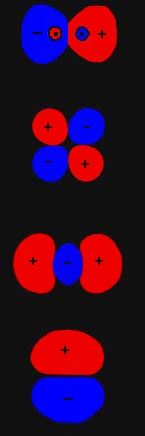
異核分子

異核分子(Heteronuclear molecule)は、2種類以上の元素からなる分子である。例えば、水分子(H2O)は、水素原子(H)と酸素原子(O)の異なる2種類の元素を含むため、異核分子である。
同様に、2種類以上の元素からなるイオンを異核イオンという。例えば、炭酸塩(CO3-)は、炭素原子と酸素原子を含むため、異核イオンである。最も軽い異核イオンは、	水素化ヘリウムイオン(HeH+)である。一方、
これに対して、水素分子イオン(H2+)等の1種類のみの元素からなるイオンを等核イオン、水素陰イオン(H-)等の1つの原子のみからなるイオンを原子イオンと言う。